# 90s90s

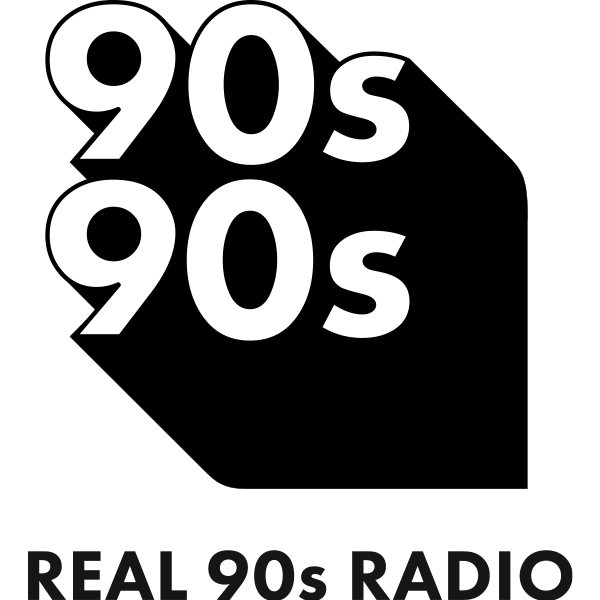
90s90s Alternatives Logo

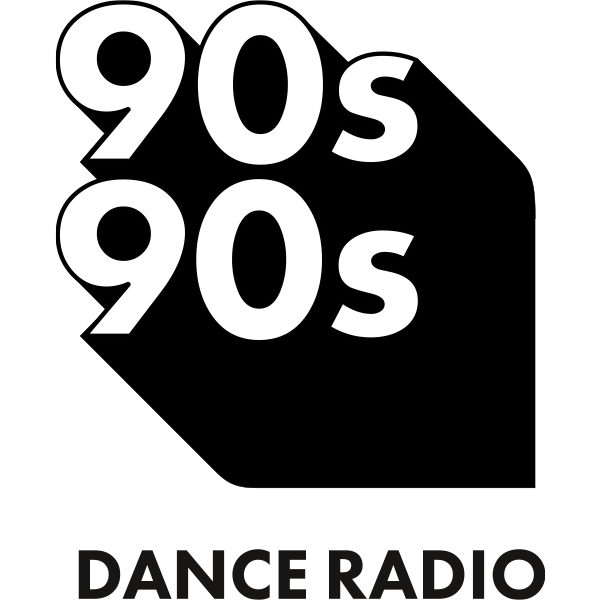
90s90s Dance Radio Logo

90s90s Radio ist ein privates Hörfunkprogramm der Regiocast. Es versteht sich als Spartenprogramm mit Fokus auf Musik, Stars und Lebensgefühl aus den Jahren 1990 bis 1999. Es ist ein Schwesterprogramm von 80s80s.
90s90s wird im Netzwerk der Regiocast an unterschiedlichen Standorten produziert. Im Frühjahr 2017 wurden neue Sendestudios in Berlin in Betrieb genommen.

## Programm
90s90s spricht mit seinem terrestrisch empfangbaren Hauptprogramm 90er Hits Hörer an, die die 1990er Jahre selbst erlebt haben.
Die Website des Senders bietet neben dem Hauptprogramm diverse Streamingangebote verschiedener 90s90s-Channels und ein umfassendes Songarchiv („Hit-Story“). Hier werden jeweils nach Erscheinungsjahr Hits aus den Jahren 1990 bis 1999 aufgelistet, zusammen mit Informationen zur Entstehungsgeschichte der Songs.

## Empfang
Das Hauptprogramm von 90s90s Radio ist seit 2. Januar 2023 deutschlandweit digital terrestrisch im 2. Bundesmux zu empfangen, daneben via Livestream (z. B. Smart Speaker und App) und in einigen digitalen Kabelnetzen.
Zusätzlich zum Bundesmux sendet 90s90s auch im lokalen Mux von Leipzig. Im Raum Freiberg war das Programm via DAB+ nur bis Anfang 2020 zu empfangen.
Die Klangqualität von 90s90s beträgt in ganz Deutschland 72 kbit/s.

## Spartensender

### Moderierte Sender
90s90s (DAB+/Digital/NRW/Sachsen), 90s90s DanceRadio, 90s00s Millennium Radio

### Unmoderierte Sender / Playlist
90s90s Eurodance / Hiphop & Rap / In the mix / Soul & RnB / Techno / Grunge / Clubhits / Trance / Lovesongs / Rock / Sommerhits / Loveparade / Boygroups / House / Hiphop Deutsch / Rave / Dinnerparty / Mayday / Reggae / Britpop